# Paul Anka
Paul Albert Anka OC (sinh ngày 30 tháng 7 năm 1941) là một ca sĩ, nhạc sĩ, và diễn viên người Canada. Anka đã trở thành nổi tiếng trong những năm cuối thập niên 1950, 1960 và 1970 với các ca khúc hit như "Diana", "Lonely Boy", "Put Your Head on My Shoulder", và "(You're) Having My Baby". Ông đã viết những bản nhạc nổi tiếng là chủ đề cho The Tonight Show với Johnny Carson và một trong những bài hát top hit lớn nhất của Tom Jones-"She's a Lady", cũng như lời bài hát tiếng Anh cho bài hát mang tính thương hiệu của Frank Sinatra, "My Way" (ban đầu là bài hát tiếng Pháp "Comme d'habitude"). Ông được đưa vào Walk of Fame của Canada trong năm 2005.
Năm 1983, ông đồng sáng tác bài hát "I Never Heard" với Michael Jackson. Nó được đổi tên và phát hành vào năm 2009 dưới tên "This Is It". Một bài hát nữa do Jackson viết cùng với Anka từ lần viết chung này năm 1983, "Love Never Felt So Good", được phát hiện và phát hành trong album album di cảo Xscape vào năm 2014 của Michael Jackson. Bài hát này cũng đã được Johnny Mathis phát hành vào năm 1984.
Anka đã trở thành một công dân Mỹ vào năm 1990.

## Phim ảnh
| Năm  | Tên                                           | Vai diễn                                                  | Note        |
| ---- | --------------------------------------------- | --------------------------------------------------------- | ----------- |
| 1958 | Let's Rock                                    | Self                                                      |             |
| 1959 | Verboten!                                     | Self, behind opening credits                              |             |
| 1959 | Girls Town                                    | Jimmy Parlow                                              |             |
| 1960 | The Private Lives of Adam and Eve             | Pinkie Parker                                             |             |
| 1961 | Look in Any Window                            | Craig Fowler                                              |             |
| 1961 | The Seasons of Youth                          | Self                                                      | Documentary |
| 1961 | Make Room for Daddy                           | Paul Pryor in episode Old Man Danny                       | TV Series   |
| 1962 | The Longest Day                               | U.S. Army Ranger                                          |             |
| 1965 | The Red Skelton Hour                          | Bonnie Prince Gorgeous in episode Nuts of the Round Table | TV Series   |
| 1974 | Kojak                                         | Buddy Maus in episode The Betrayal                        | TV Series   |
| 1977 | Lindsay Wagner: Another Side of Me            | Self                                                      | TV Special  |
| 1977 | Elvis in Concert                              | No role - Soundtrack #12: My Way written by Paul Anka     | TV Special  |
| 1982 | The Paul Anka Show                            | Host                                                      | TV Series   |
| 1983 | The Fall Guy                                  | Vic Madison in episode Dirty Laundry                      | TV Series   |
| 1987 | Crime Story                                   | Anthony 'Tony' Dio in episode Top of the World            | TV Series   |
| 1991 | Perry Mason: The Case of the Maligned Mobster | Nick Angel                                                | TV Movie    |
| 1992 | Captain Ron                                   | Yacht Broker Donaldson                                    |             |
| 1993 | Ordinary Magic                                | Joey Dean                                                 |             |
| 1994 | Shake, Rattle and Rock!                       | Self                                                      | TV Movie    |
| 1996 | Mad Dog Time                                  | Danny Marks                                               |             |
| 2001 | 3000 Miles to Graceland                       | Pit Boss #1                                               |             |
| 2005 | Las Vegas!                                    | Self in episode Fake the Money and Run                    | TV Series   |

## Sự nghiệp âm nhạc

### Album
| Năm  | Tên                                                      | Nhãn           | Format | Vị trí cao nhất | Chứng nhận |
| ---- | -------------------------------------------------------- | -------------- | ------ | --------------- | ---------- |
| 1958 | Paul Anka                                                | ABC Paramount  | LP     | -               | -          |
| 1959 | My Heart Sings                                           | ABC Paramount  | CD, LP | -               | -          |
| 1960 | Anka at the Copa (live album)                            | ABC Paramount  | LP     | 23              | -          |
| 1960 | Swings For Young Lovers                                  | ABC Paramount  | CD, LP | -               | -          |
| 1960 | It's Christmas Everywhere                                | ABC Paramount  | LP     | -               | -          |
| 1962 | Young, Alive, and In Love!                               | RCA            | LP     | 61              | -          |
| 1962 | Let's Sit This One Out                                   | RCA            | LP     | 137             | -          |
| 1963 | 3 Great Guys (Paul Anka, Sam Cooke và Neil Sedaka)       | RCA            | LP     | -               | -          |
| 1969 | Goodnight My Love                                        | RCA            | LP     | 101             | -          |
| 1969 | Life Goes On                                             | RCA            | LP     | 194             | -          |
| 1972 | Paul Anka                                                | Buddah         | CD, LP | 188             | -          |
| 1972 | Jubilation                                               | Buddah         | CD, LP | 192             | -          |
| 1974 | Anka                                                     | United Artists | CD, LP | 9               | Gold       |
| 1975 | Feelings                                                 | United Artists | CD, LP | 36              | -          |
| 1975 | Times of Your Life (9 of 10 cuts from previous 2 albums) | United Artists | LP     | 22              | Gold       |
| 1976 | The Painter                                              | United Artists | CD, LP | 85              | -          |
| 1977 | The Music Man                                            | United Artists | LP     | 195             | -          |
| 1978 | Listen to Your Heart                                     | RCA            | LP     | 179             | -          |
| 1979 | Headlines                                                | RCA            | CD, LP | -               | -          |
| 1981 | Both Sides of Love                                       | RCA            | LP     | 171             | -          |
| 1983 | Walk a Fine Line                                         | Columbia       | CD, LP | 156             | -          |
| 1987 | Freedom For The World (titled Freedom in Canada)         | A&M            | CD, LP | -               | -          |
| 1989 | Somebody Loves You                                       | Polydor        | CD     | -               | -          |
| 1996 | Amigos (Duets in Spanish)                                | Sony           | CD     | -               | -          |
| 2005 | Rock Swings                                              | Verve          | CD     | 120 (9 UK)      | -          |
| 2007 | Classic Songs, My Way                                    | Decca          | CD     | 139             | -          |
| 2011 | Songs of December                                        | Decca          | CD     | -               | -          |
| 2013 | Duets                                                    | Sony           | CD     | 95              | -          |

### Album tổng hợp
| Năm  | Tên                                       | Nhãn          | Format | Vị trí cao nhất | Chứng nhận |
| ---- | ----------------------------------------- | ------------- | ------ | --------------- | ---------- |
| 1959 | Paul Anka Sings His Big 15                | ABC Paramount | CD, LP | 4               | -          |
| 1961 | Paul Anka Sings His Big 15, Vol. 2        | ABC Paramount | LP     | 72              | -          |
| 1962 | Paul Anka Sings His Big 15, Vol. 3        | ABC Paramount | LP     | -               | -          |
| 1962 | Diana                                     | ABC Paramount | CD, LP | -               | -          |
| 1963 | Paul Anka's 21 Golden Hits                | RCA           | CD, LP | 65              | -          |
| 1969 | Diana (Paul Anka sings his Greatest Hits) | RCA           | LP     | -               | -          |
| 1989 | 30th Anniversary Collection               | Rhino         | CD     | -               | -          |
| 1991 | Five Decades Greatest Hits                | Curb          | CD     | -               | -          |
| 1992 | Classic Hits                              | Curb          | CD     | -               | -          |
| 1992 | My Greatest Songs                         | RCA           | CD     | -               | -          |
| 1993 | In the 70s                                | RCA           | CD     | -               | -          |
| 2000 | Vegas Style                               | Taragon       | CD     | -               | -          |
| 2003 | Absolutely the Best of Paul Anka: The 70s | EMI           | CD     | -               | -          |
| 2013 | Dianacally Yours                          | Bear Family   | CD     | -               | -          |

### Đĩa đơn
| Năm  | Đĩa đơn (mặt A, mặt B) Hai bài hát của hai mặt đều thuộc về cùng 1 album trừ khi chỉ rõ                        | Vị trí trên bảng xếp hạng | Vị trí trên bảng xếp hạng | Vị trí trên bảng xếp hạng | Vị trí trên bảng xếp hạng | Vị trí trên bảng xếp hạng | Vị trí trên bảng xếp hạng | Album                             |
| Năm  | Đĩa đơn (mặt A, mặt B) Hai bài hát của hai mặt đều thuộc về cùng 1 album trừ khi chỉ rõ                        | US                        | US AC                     | US R&B                    | UK                        | Germany                   | Italy                     | Album                             |
| ---- | --- | ------------------------- | ------------------------- | ------------------------- | ------------------------- | ------------------------- | ------------------------- | --------------------------------- |
| 1956 | "I Confess" b/w "Blau-Wile-Deveest-Fontaine"                                                                   | -                         | -                         | -                         | -                         | -                         | -                         | Non-album tracks                  |
| 1957 | "Diana" b/w "Don't Gamble With Love" (from Paul Anka Sings His Big 15)                                         | 2                         | -                         | 1                         | 1                         | 2                         | -                         | Paul Anka (ABC-Paramount album)   |
| 1957 | "I Love You, Baby" /                                                                                           | 97                        | -                         | -                         | 3                         | -                         | -                         | Paul Anka Sings His Big 15        |
| 1957 | "Tell Me That You Love Me"                                                                                     | -                         | -                         | -                         | 25                        | -                         | -                         | Big 15, Volume 2                  |
| 1958 | "You Are My Destiny" b/w "When I Stop Loving You (That'll Be The Day)" (from Big 15, Volume 2)                 | 7                         | -                         | 14                        | 6                         | -                         | -                         | Paul Anka Sings His Big 15        |
| 1958 | "Crazy Love" /                                                                                                 | 15                        | -                         | -                         | 26                        | -                         | -                         | Paul Anka Sings His Big 15        |
| 1958 | "Let the Bells Keep Ringing"                                                                                   | 16                        | -                         | -                         | -                         | -                         | -                         | Big 15, Volume 2                  |
| 1958 | "Midnight" b/w "Verboten! (Forbidden)" (Non-album track)                                                       | 69                        | -                         | -                         | 26                        | -                         | -                         | Paul Anka Sings His Big 15        |
| 1958 | "Just Young" b/w "So It's Goodbye" (from My Heart Sings)                                                       | 80                        | -                         | -                         | -                         | -                         | 15                        | Big 15 Volume 2                   |
| 1958 | "The Teen Commandments"* b/w "If You Learn To Pray" (by Don Costa's Orchestra and Chorus)                      | 29                        | -                         | -                         | -                         | -                         | -                         | Non-album tracks                  |
| 1958 | "(All of a Sudden) My Heart Sings" b/w "That's Love" (from Paul Anka Sings His Big 15)                         | 15                        | -                         | -                         | 10                        | 7                         | 9                         | My Heart Sings                    |
| 1959 | "I Miss You So" b/w "Late Last Night" (from Big 15, Volume 2)                                                  | 33                        | -                         | -                         | -                         | -                         | 15                        | My Heart Sings                    |
| 1959 | "Lonely Boy" b/w "Your Love" (from Big 15, Volume 2)                                                           | 1                         | -                         | 6                         | 3                         | 8                         | 2                         | Paul Anka Sings His Big 15        |
| 1959 | "Put Your Head On My Shoulder" b/w "Don't Ever Leave Me"                                                       | 2                         | -                         | 12                        | 7                         | 25                        | 2                         | Paul Anka Sings His Big 15        |
| 1959 | "It's Time To Cry" b/w "Something Has Changed Me" (from Big 15, Volume 2)                                      | 4                         | -                         | 13                        | 28                        | -                         | 2                         | Paul Anka Sings His Big 15        |
| 1960 | "Puppy Love" /                                                                                                 | 2                         | -                         | -                         | 33                        | -                         | 3                         | Paul Anka Sings His Big 15        |
| 1960 | "Adam and Eve"                                                                                                 | 90                        | -                         | -                         | -                         | -                         | 21                        | Paul Anka Sings His Big 15        |
| 1960 | "My Home Town" /                                                                                               | 8                         | -                         | -                         | -                         | -                         | 6                         | Big 15, Volume 2                  |
| 1960 | "Something Happened"                                                                                           | 41                        | -                         | -                         | -                         | -                         | -                         | Big 15, Volume 2                  |
| 1960 | "Hello Young Lovers" /                                                                                         | 23                        | -                         | -                         | 44                        | -                         | 13                        | Paul Anka Swings For Young Lovers |
| 1960 | "I Love You In the Same Old Way"                                                                               | 40                        | -                         | -                         | -                         | -                         | -                         | Big 15, Volume 2                  |
| 1960 | "Summer's Gone" b/w "I'd Have To Share"                                                                        | 11                        | -                         | 29                        | -                         | -                         | -                         | Big 15, Volume 2                  |
| 1960 | "Rudolph the Red Nosed Reindeer" b/w "I Saw Mommy Kissing Santa Claus"                                         | 104                       | -                         | -                         | -                         | -                         | -                         | It's Christmas Everywhere         |
| 1960 | "It's Christmas Everywhere" b/w "Rudolph The Red Nosed Reindeer"                                               | -                         | -                         | -                         | -                         | -                         | -                         | It's Christmas Everywhere         |
| 1961 | "The Story of My Love" /                                                                                       | 16                        | -                         | -                         | -                         | -                         | 26                        | Big 15, Volume 2                  |
| 1961 | "Don't Say You're Sorry"                                                                                       | 108                       | -                         | -                         | -                         | -                         | -                         | Non-album tracks                  |
| 1961 | "(You Can) Share Your Love" b/w "I Talk To You (On The Telephone)" (Promo single only)                         | -                         | -                         | -                         | -                         | -                         | -                         | Non-album tracks                  |
| 1961 | "Tonight My Love, Tonight" b/w "I'm Just A Fool Anyway" (Non-album track)                                      | 13                        | -                         | -                         | -                         | -                         | 8                         | Big 15, Volume 2                  |
| 1961 | "Dance On Little Girl" b/w "I Talk To You (On The Telephone)" (Non-album track)                                | 10                        | -                         | -                         | -                         | -                         | 12                        | Big 15, Volume 2                  |
| 1961 | "Kissin' On the Phone" /                                                                                       | 35                        | -                         | -                         | -                         | -                         | -                         | Big 15, Volume 3                  |
| 1961 | "Cinderella"                                                                                                   | 70                        | -                         | -                         | -                         | -                         | 12                        | Big 15, Volume 3                  |
| 1961 | "The Bells At My Wedding" /                                                                                    | 104                       | -                         | -                         | -                         | -                         | 26                        | Big 15, Volume 3                  |
| 1961 | "Loveland" | 110                       | -                         | -                         | -                         | -                         | -                         | Big 15, Volume 3                  |
| 1962 | "All Of Me" b/w "I'm Coming Home"                                                                              | -                         | -                         | -                         | -                         | -                         | -                         | Big 15, Volume 3                  |
| 1962 | "The Fools Hall of Fame" b/w "Far From The Lights Of Town"                                                     | 103                       | -                         | -                         | -                         | -                         | -                         | Big 15, Volume 3                  |
| 1962 | "I'd Never Find Another You" b/w "Uh Huh"                                                                      | 106                       | -                         | -                         | -                         | -                         | -                         | Big 15, Volume 3                  |
| 1962 | "I'm Coming Home" b/w "Cry"                                                                                    | 94                        | -                         | -                         | -                         | -                         | -                         | Big 15, Volume 3                  |
| 1962 | "Love Me Warm and Tender" b/w "I'd Like To Know" (Non-album track)                                             | 12                        | -                         | -                         | 19                        | 45                        | -                         | Remember Diana                    |
| 1962 | "A Steel Guitar and a Glass of Wine" b/w "I Never Knew Your Name" (Non-album track)                            | 13                        | -                         | -                         | 41                        | 35                        | -                         | Remember Diana                    |
| 1962 | "Every Night (Without You)" b/w "There You Go"                                                                 | 46                        | -                         | -                         | -                         | -                         | -                         | Non-album tracks                  |
| 1962 | "Eso Beso (That Kiss)" b/w "Give Me Back My Heart" (Non-album track)                                           | 19                        | -                         | -                         | -                         | 14                        | 23                        | Remember Diana                    |
| 1963 | "Love (Makes The World Go Round)" b/w "Crying In The Wild" (Non-album track)                                   | 26                        | -                         | -                         | -                         | -                         | -                         | Remember Diana                    |
| 1963 | "Remember Diana" b/w "At Night" (Non-album track)                                                              | 39                        | -                         | -                         | -                         | 42                        | -                         | Remember Diana                    |
| 1963 | "Hello Jim" b/w "You've Got The Nerve To Call This Love"                                                       | 97                        | -                         | -                         | -                         | 46                        | -                         | Non-album tracks                  |
| 1963 | "Hurry Up and Tell Me" b/w "Wondrous Are The Ways Of Love"                                                     | -                         | -                         | -                         | -                         | -                         | -                         | Non-album tracks                  |
| 1963 | "Did You Have a Happy Birthday?" b/w "For No Good Reason At All"                                               | 89                        | -                         | -                         | -                         | -                         | -                         | Non-album tracks                  |
| 1964 | "From Rocking Horse To Rocking Chair" b/w "Cheer Up"                                                           | -                         | -                         | -                         | -                         | -                         | -                         | Non-album tracks                  |
| 1964 | "My Baby's Comin' Home" b/w "No, No" (from 3 Great Guys)                                                       | 113                       | -                         | -                         | -                         | -                         | -                         | Non-album tracks                  |
| 1964 | "In My Imaginaton" b/w "It's Easy To Say"                                                                      | -                         | -                         | -                         | -                         | -                         | -                         | Non-album tracks                  |
| 1964 | "Ogni Volta (Every Time)" b/w "Cindy Go Home" (Non-album track)                                                | -                         | -                         | -                         | -                         | -                         | -                         | A Casa Nostra                     |
| 1965 | "Sylvia" b/w "Behind My Smile"                                                                                 | -                         | -                         | -                         | -                         | -                         | -                         | Non-album tracks                  |
| 1965 | "The Lonliest Boy In The World" b/w "Dream Me Happy"                                                           | -                         | -                         | -                         | -                         | -                         | -                         | Non-album tracks                  |
| 1965 | "Every Day A Heart Is Broken" b/w "As If There Were No Tomorrow"                                               | -                         | -                         | -                         | -                         | -                         | -                         | Non-album tracks                  |
| 1966 | "Truly Yours" b/w "Oh Such A Stranger"                                                                         | -                         | -                         | -                         | -                         | -                         | -                         | Strictly Nashville                |
| 1966 | "I Wish" b/w "I Went To Your Wedding"                                                                          | -                         | -                         | -                         | -                         | -                         | -                         | Strictly Nashville                |
| 1966 | "I Can't Help Loving You" b/w "Can't Get Along Very Well Without Her"                                          | -                         | -                         | -                         | -                         | -                         | -                         | Non-album tracks                  |
| 1966 | "Poor Old World" b/w "I'd Rather Be A Stranger"                                                                | -                         | -                         | -                         | -                         | -                         | -                         | Non-album tracks                  |
| 1967 | "Until It's Time For You To Go" b/w "Would You Still Be My Baby"                                               | -                         | -                         | -                         | -                         | -                         | -                         | Non-album tracks                  |
| 1967 | "A Woman Is A Sentimental Thing" b/w "That's How Love Goes"                                                    | -                         | -                         | -                         | -                         | -                         | -                         | Non-album tracks                  |
| 1968 | "Can't Get You Out Of My Mind" b/w "When We Get There" (Non-album track)                                       | -                         | -                         | -                         | -                         | -                         | -                         | Life Goes On                      |
| 1969 | "Goodnight, My Love" b/w "This Crazy World" (Non-album track)                                                  | 27                        | 2                         | -                         | -                         | -                         | -                         | Goodnight My Love                 |
| 1969 | "In the Still Of The Night" b/w "Picking Up The Pieces"                                                        | 64                        | 36                        | -                         | -                         | -                         | -                         | Goodnight My Love                 |
| 1969 | "Sincerely" b/w "Next Year" (from Goodnight My Love)                                                           | 80                        | 30                        | -                         | -                         | -                         | -                         | Non-album track                   |
| 1969 | "Happy" b/w "Can't Get You Out Of My Mind"                                                                     | 86                        | 13                        | -                         | -                         | -                         | -                         | Life Goes On                      |
| 1970 | "Midnight Mistress" b/w "Medley: Before It's Too Late/(Remember) This Land Is Your Land"                       | -                         | -                         | -                         | -                         | -                         | -                         | 70's                              |
| 1971 | "Why Are You Leaning On Me Sir" b/w "You're Some Kind Of Friend"                                               | -                         | -                         | -                         | -                         | -                         | -                         | Non-album tracks                  |
| 1971 | "Do I Love You" b/w "So Long City" (Non-album track)                                                           | 53                        | 14                        | -                         | -                         | -                         | -                         | Paul Anka (Buddah album)          |
| 1972 | "Jubilation" b/w "Everything's Been Changed" (from Paul Anka—Buddah album)                                     | 65                        | -                         | -                         | -                         | -                         | -                         | Jubilation                        |
| 1972 | "Life Song" b/w "Something Good Is Coming"                                                                     | -                         | -                         | -                         | -                         | -                         | -                         | Jubilation                        |
| 1973 | "While We're Still Young" b/w "This Is Your Song"                                                              | -                         | -                         | -                         | -                         | -                         | -                         | Non-album tracks                  |
| 1973 | "Hey Girl" b/w "You and Me Today" (from Jubilation)                                                            | -                         | -                         | -                         | -                         | -                         | -                         | Non-album tracks                  |
| 1974 | "Let Me Get To Know You" b/w "Flashback" (Non-album track)                                                     | 80                        | 40                        | -                         | -                         | -                         | -                         | Anka                              |
| 1974 | "(You're) Having My Baby"** b/w "Papa"                                                                         | 1                         | 5                         | -                         | 6                         | 15                        | -                         | Anka                              |
| 1974 | "One Man Woman/One Woman Man"** b/w "Let Me Get To Know You"                                                   | 7                         | 5                         | -                         | -                         | -                         | -                         | Anka                              |
| 1975 | "I Don't Like To Sleep Alone"** b/w "How Can Anything Be Beautiful-After You" (from Anka)                      | 8                         | 8                         | -                         | -                         | -                         | -                         | Feelings                          |
| 1975 | "(I Believe) There's Nothing Stronger Than Our Love"** b/w "Today I Became A Fool"                             | 15                        | 3                         | -                         | -                         | -                         | -                         | Feelings                          |
| 1975 | "Times of Your Life" b/w "Water Runs Deep" (from Feelings)                                                     | 7                         | 1                         | -                         | -                         | -                         | -                         | Times Of Your Life                |
| 1976 | "Anytime (I'll Be There)" b/w "Something About You" (from Anka)                                                | 33                        | 2                         | -                         | -                         | -                         | -                         | Feelings                          |
| 1976 | "Make It Up To Me In Love"** b/w "You" (by Odia Coates)                                                        | -                         | 20                        | -                         | -                         | -                         | -                         | Non-album tracks                  |
| 1976 | "Happier" b/w "Closing Doors"                                                                                  | 60                        | 10                        | -                         | -                         | -                         | -                         | The Painter                       |
| 1977 | "My Best Friend's Wife" b/w "Never Gonna Fall In Love Again (Like I Fell In Love With You)" (from The Painter) | 80                        | 41                        | -                         | -                         | -                         | -                         | The Music Man                     |
| 1977 | "Everybody Ought To Be In Love" b/w "Tonight"                                                                  | 75                        | -                         | -                         | -                         | -                         | -                         | The Music Man                     |
| 1978 | "Brought Up In New York (Brought Down in L.A.)" b/w "Love Me Lady"                                             | -                         | -                         | -                         | -                         | -                         | -                         | Listen To Your Heart              |
| 1978 | "This Is Love" b/w "I'm By Myself Again"                                                                       | 35                        | 3                         | -                         | -                         | -                         | -                         | Listen To Your Heart              |
| 1979 | "As Long As We Keep Believing" b/w "Headlines"                                                                 | -                         | 29                        | -                         | -                         | -                         | -                         | Headlines                         |
| 1981 | "Think I'm In Love Again" b/w "We Love Each Other"                                                             | -                         | -                         | -                         | -                         | -                         | -                         | Both Sides Of Love                |
| 1981 | "I've Been Waiting For You All Of My Life" b/w "Think I'm In Love Again"                                       | 48                        | 16                        | -                         | -                         | -                         | -                         | Both Sides Of Love                |
| 1981 | "Lady Lay Down" b/w "You're Still A Part Of Me"                                                                | -                         | -                         | -                         | -                         | -                         | -                         | Both Sides Of Love                |
| 1983 | "Hold Me 'Til the Mornin' Comes" b/w "This Is The First Time"                                                  | 40                        | 2                         | -                         | -                         | -                         | -                         | Walk A Fine Line                  |
| 1984 | "Second Chance" b/w "Walk A Fine Line"                                                                         | -                         | 14                        | -                         | -                         | -                         | -                         | Walk A Fine Line                  |

* with George Hamilton IV và Johnny Nash
** with Odia Coates